# Jana Hönke
Jana Hönke (* 1978) ist eine deutsche Politologin. Sie hat seit 2019 den Lehrstuhl für Soziologie Afrikas an der Universität Bayreuth inne.

## Leben
Nach dem Magisterabschluss in Afrikastudien, Politikwissenschaft und Wirtschaftswissenschaften an der Universität Leipzig 2005 arbeitete Hönke ab 2006 als wissenschaftliche Mitarbeiterin am DFG-Sonderforschungsbereich (SFB) 700 „Governance in Räumen begrenzter Staatlichkeit“ an der Freien Universität Berlin (FU). Sie promovierte 2010 bei Tanja Börzel am Otto-Suhr-Institut für Politikwissenschaft der FU Berlin mit einer Dissertation über Transnationale Unternehmen und Security Governance im Kontext begrenzter Staatlichkeit, in der sie “Enclaves of Extraction”, d. h. Sonderwirtschaftszonen zur Rohstoffgewinnung, im nachkolonialen Afrika verglich. Anschließend war sie als Postdoktorandin weiter am SFB 700 in Berlin tätig, wo sie zusammen mit Börzel das Teilprojekt Unternehmen und Regieren in Afrika südlich der Sahara leitete. 
Ab 2012 lehrte sie als Lecturer für Internationale Beziehungen an der University of Edinburgh. 2015/16 übernahm sie eine Vertretungsprofessur für Friedens- und Konfliktforschung an der Philipps-Universität Marburg. Im April 2016 erhielt sie als Rosalind Franklin Fellow eine Tenure-Track-Position für Internationale Beziehungen an der Universität Groningen. Seit dem 1. Oktober 2019 ist sie Professorin für Soziologie Afrikas an der Universität Bayreuth.
Ihre Forschungsschwerpunkte sind Regierungsführung, internationale Beziehungen, (In-)Security und nicht-staatliche Akteure.

## Schriften (Auswahl)
- Fragile Staatlichkeit und der Wandel der Afrikapolitik nach 1990. Leipzig 2005, ISBN 3-935999-49-6.
- mit Tanja Börzel: Security and Human Rights. Mining Companies between International Commitment and Corporate Practice. Baden-Baden 2012, ISBN 3-8329-7740-6.
- Transnational companies and security governance. Hybrid practices in a postcolonial world. London 2013, ISBN 978-0-415-62206-6.
- mit Markus-Michael Müller: The Global Making of Policing. Postcolonial Perspectives. London 2016, ISBN 978-1-138-91020-1.